# Place Arnault-Tzanck
La place Arnault-Tzanck est une voie située dans le quartier des Épinettes du 17e arrondissement de Paris.

## Situation et accès
La place Arnault-Tzanck est desservie par la ligne 13 à la station Porte de Saint-Ouen, ainsi qu'à proximité par la ligne 3b du tramway d'Île-de-France.

## Origine du nom

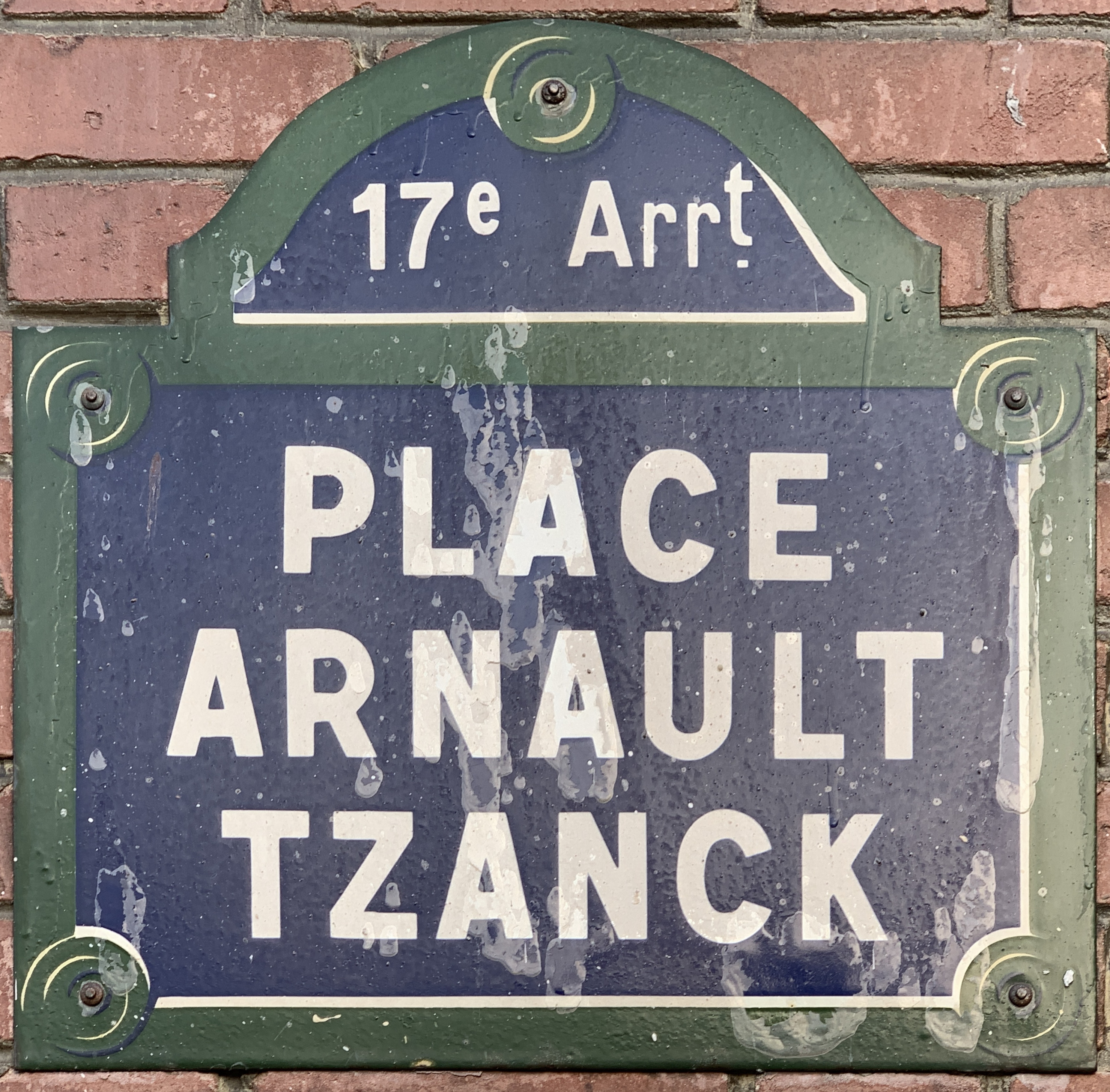
Plaque de la place.

Elle doit son nom au médecin hématologue Arnault Tzanck (1886-1954).

## Historique
La place est créée sous le nom provisoire de « voie A/17 » et prend sa dénomination actuelle le 4 avril 1974.

## Bâtiments remarquables et lieux de mémoire
- Arrière de la caserne Pouchet.
- Le no 2 abrite :
  - les locaux de la brigade de sapeurs-pompiers de Paris (BSPP) ;
  - le garage des Transports automobiles municipaux (TAM) (sous le stade Max Roussier[2].